# Hugh Raffles
Pour les articles homonymes, voir Raffles.
Hugh Raffles, né à Londres en 1958, est un anthropologue et enseignant. 

## Biographie
Il naît et grandit à Londres. 
Dans le milieu des années 1980, il quitte le Royaume-Uni pour s'installer à New York. Il exerce toutes sortes d'activités: ambulancier, commis de cuisine, ou encore DJ dans des clubs. Il séjourne au Mexique, retourne en Angleterre avant de gagner de nouveau New-York et de soutenir un doctorat à l'université Yale en sylviculture et environnement. Il enseigne alors à Santa Cruz. Son domaine de recherche est d'abord l'Amazonie qui fera l'objet d'un livre publié en 2004: In Amazonia: a natural history. 
Depuis 2005, il enseigne à la New School for Social Research. 

## Travaux de recherche
Ses travaux explorent les relations entre l'homme, l'animal et les choses. 
En 2012, il publie Insectopedia, traduit en français en 2016. Désigné par le New-York Times comme meilleur livre de l'année, il lui vaut de nombreux prix comme le prix Ludwik Fleck.

## Publications

### Articles
- Mother Nature's Melting Pot, The New York Times, Op-Ed, April 2, 2011.
- Sweet Honey on the Block, The New York Times, Op-Ed, July 7, 2010.
- A Conjoined Fate, Orion (2010).
- Cricket Fighting, Granta 98: The Deep End (Summer 2007).
- Jews, Lice, and History, Public Culture (2007).
- Towards a Critical Natural History, Antipode (2005).
- Jungle in Patterned Ground: Ecologies of Nature and Culture, ed. Stephan Harrison, Steve Pile, and Nigel Thrift (2004).
- Further Reflections on Amazonian Environmental History: Transformations of Rivers and Streams, (en collaboration avec Antoinette WinklerPrins), Latin American Research Review (2003).
- Intimate Knowledge, International Social Science Journal (2002)

### Livres
- In Amazonia: A Natural History, Princeton University Press, Princeton, New Jersey, USA 2002,  (ISBN 0-691-04885-1).
- Insectopedia, Pantheon, New York, USA 2010,  (ISBN 978-0-375-42386-4)
- Avec Tim Edgar (photographies): "Insect Theatre", Black Dog Publishing, Londres, 2013,  (ISBN 978-1-908966-11-7).

### Livres traduits en français
- Insectopédie, traduction Matthieu Dumont, WildProject Editions, 2016,  (ISBN 978-2918490531)